# Anielin (Otwock)
Anielin – dawny folwark, którego ziemie obecnie wchodzą w skład Otwocka i Karczewa (vide Anielin), założony przez ród Kurtzów. Leży w południowej części miasta, przy granicy z Karczewem.

## Historia
Anielin założony został w II poł. XIX w. jako folwark przy drodze prowadzącej z Karczewa do Jabłonny. Jego właścicielami byli zarządzający Otwockiem Wielkim Kurtzowie. Nazwa folwarku pochodzi od Anieli Wandy Kurtz (1824 – 1857), córki Jerzego, który zmarł, gdy ta miała 4 lata. Anielą opiekowali się kolejno matka, zmarła w 1842 r., stryj Karol Kurtz, którego syn Jan Władysław poślubił ją w 1844 r. Jan właśnie nazwał folwark jej imieniem.
Od 1867 w gminie Otwock w powecie mińskim, przekształconej 16 grudnia 1916 w gminę Karczew i włączonej do powiatu warszawskiego. 14 lipca 1924 przynależność gminy Karczew do powiatu warszawskiego została uregulowana. 1 października 1932 część folwarku Anielin, bezpośrednio przylegającą do dotychczasowej granicy miasta Otwocka, o powierzchni 250 ha, 10 a, 21 m², włączono do Otwocka.